# Ourapteryx yerburii
Ourapteryx yerburii là một loài bướm đêm trong họ Geometridae.